# Mitokondrisk Eva
En jämförelse av mitokondrisk DNA från människor från olika geografiska områden tyder på att alla dessa DNA-sekvenser för vår art, homo sapiens sapiens, härrör från en enda gemensam föregångare. Eftersom mitokondrierna ärvs enbart från modern, tyder detta på att vi alla härstammar, via en obruten linje av kvinnor, från en gemensam urmoder som forskarna döpt till den mitokondriska Evan. Under antagande av att mutationsfrekvensen varit relativt konstant under årtusendena för det mitokondriska DNA:t, beräknar man att denna Eva levde för ca 150 000–200 000 år sedan. Troligtvis levde hon i Afrika.

## Beskrivning
Även om hon döpts efter bibelns Eva, var den mitokondriska Evan inte den enda kvinnan i sin generation. Det är dock endast hon som har gett upphov till en obruten linje av döttrar som finns kvar till våra dagar.
Det behöver inte antas att Evas gener var speciellt lämpliga eller goda eller att det är det naturliga urvalet som gjort att hennes mitokondriska gener lever kvar till våra dagar. Det hela är snarare resultatet av en slump och ett rent statistiskt fenomen. Eftersom sannolikheten är större än noll att en kvinna efterlämnar ingen eller endast manlig avkomma, kommer förr eller senare alla utvecklingslinjer utom en, med endast kvinnor, att dö ut. Detsamma gäller om man skulle spåra en linje av enbart manliga individer, se nedan.
Man kan likna det hela vid processen för efternamn. Om vi antar att det finns ett antal personer med olika efternamn, där alla individer kan gifta sig med varandra och båda parterna vid giftermål får mannens efternamn, kan man räkna ut att efter ett antal generationer kommer alla levande människor att ha samma efternamn, som alltså härstammar från samma person. Denna process kan simuleras i datorer. Att alla nu levande människor inte har samma efternamn har flera förklaringar, bland annat att det tillkommer nya efternamn och att folk ibland byter till en äldre förfaders namn.
Det är inte heller nödvändigt att anta att det funnits en evolutionär flaskhals där den mänskliga populationen var reducerad till endast ett fåtal individer. En sådan situation skulle endast påverka tiden det tar innan alla kvinno-linjer utom en dör ut, inte det faktum att detta statistiskt inträffar förr eller senare. Eftersom man antar att generna i det mitokondriska DNA:t inte är utsatt för något större selektionstryck, är den process som gett upphov till Eva väsentligen densamma som styr den genetiska driften för alla andra alleler i genomet. Man kan anta att mutationsfrekvensen hos DNA:t i mitokondrierna varit förhållandevis låg och konstant.
Även om det alltså egentligen inte påverkar situationen, har det föreslagits ett tänkbart scenario där Eva levde i en relativt isolerad subpopulation där hennes gener fick stor spridning, och att denna subpopulation sedan spred sig och ersatte alla andra populationer av människor. Det är intressant att notera att tidpunkten för Eva sammanfaller ungefär med åldern på de äldsta fynd av ben som man brukar hänföra till just vår art Homo sapiens.
Eva är den senaste mitokondriska urmodern till alla nu levande människor. Hennes mor, mormor och så vidare ingår naturligtvis i den gemensamma utvecklingslinjen. Det viktiga är att hon måste ha fått flera döttrar, och att hos minst en av dem inträffade en mutation som förändrade denna dotters mitokondriska DNA.
Det är viktigt att förstå att denna process fortgår kontinuerligt. Den mitokondriska Evan för dagens människor är inte samma person som den mitokondriska Evan för människorna som levde för 1 000 år sedan eller för våra ättlingar om 1 000 år. En kvinna får titeln retroaktivt när alla utvecklingslinjer med enbart kvinnor, utom hennes egna, dör ut. Eftersom inte alla nu levande människor undersökts, kan titeln inte heller tilldelas med absolut säkerhet. Det kan finnas enstaka individer med mitokondrie-gener som inte kan härledas till vår Eva för 150 000 år sedan. En sådan upptäckt skulle skjuta tillbaka den beräknade tidpunkten för mitokondriska Eva i tiden, vilket skett för Y-kromosoms-Adam.
Förekomsten av en mitokondrisk Eva är alltså ett rent matematiskt och statistiskt fenomen men har ofta missuppfattats av kreationistiska kretsar som ett stöd för bibelns skildring av Adam och Eva.

## Relationen till Adam
Analogt med den mitokondriska Evan, finns en man som är urfadern till alla nu levande människor. Genom att undersöka och jämföra DNA:t i den manliga könskromosomen, Y-kromosomen hos ett stort antal män, kan man härleda utvecklingen tillbaka till en man som ensam har en obruten utvecklingslinje med enbart manliga individer. Denna Y-kromosoms-Adam verkar ha levt för ungefär 60 000 - 90 000 år sedan. Den mitokondriska Evan och denna Adam är separerade av tusentals generationer och har alltså aldrig träffats. Detta är troligtvis ett resultat av det större selektionstryck som generna i Y-kromosomerna är utsatta för. Det visar också att slumpen antagligen spelat en stor roll när det gäller att avgöra hur länge en obruten linje av individer av samma kön lever kvar. Om till exempel en evolutionär flaskhals haft avgörande inflytande, borde denna ha gett upphov till en mitokondrisk Eva och en Y-kromosoms-Adam i ungefär samma generation. Det är också möjligt att antagandena om mutationsfrekvens i respektive fall är felaktiga.

## Kritik
Nyligen har man ifrågasatt förutsättningarna i resonemanget bakom den mitokondriska Evan[källa behövs]. Det har observerats att mitokondrier i spermierna ibland överförs till avkomman. Vissa belägg finns också för att DNA från spermie-mitokondrier och ägg-mitokondrier kan utbyta bitar av nukleotid-sekvensen med varandra. Så mitokondrierna kanske inte utgör den entydiga markör för modersarv som man antog när teorin om den mitokondriska Evan först framfördes. Forskarna är dock inte helt överens om ifall, och i så fall hur ofta, sådan överföring av genetiskt material verkligen förekommer och hur det i så fall påverkar slutsatsen om en mitokondrisk Eva[källa behövs].

## Eva och Ut ur Afrika-hypotesen
Mitokondriska Eva kallas ibland Afrikanska Eva, en hypotetisk urmoder föreslagen utgående från både fossila fynd och DNA-bevis. Enligt den vanligaste tolkningen av data från mitokondrie-DNA är dessa kvinnor samma hypotetiska person. Familjeträd, konstruerade utgående från jämförelser av mitokondrie-DNA visar att de människor vars linjer grenar ut tidigt från roten är infödda afrikaner, medan linjer för människor från andra delar av världen, alla i sin tur grenar ut från de afrikanska grenarna. Forskare menar därför att alla nu levande människor härstammar från afrikaner. Några av dessa afrikaner spred sig ut ur Afrika för att sedan befolka resten av världen. Om dessa analyser är riktiga måste mitokondriska Eva ha levat innan denna utvandring ur Afrika skedde, och många menar att studierna av mitokondrie-DNA stöder hypotesen om ett ursprung eller Ut ur Afrika-hypotesen.
Att konstruera familjeträd utgående från DNA-data är emellertid ingen exakt vetenskap. Kritiker menar[källa behövs] att data från mitokondrie-DNA stämmer mer överens med träd där den mitokondriska Evan hamnar närmast människor som härstammar från Asien. Denna kritik har dock delvis avtagit i och med framsteg i tekniken för familjeträds-konstruktion och ökade resurser för datorberäkningar. I vilket fall som helst stöder även andra fakta, än de konstruerade familjeträden, teorierna om ett afrikanskt ursprung. Den största variationen i mitokondrie-DNA förekommer bland afrikaner. Den enklaste förklaringen till detta är att människor har funnits i Afrika längre än någon annanstans. Även studier av DNA från Y-kromosomer stöder teorin om ett afrikanskt ursprung för den moderna människan.